# ماری لوئیز اتا
ماری لوئیز اتا (انگلیسی: Marie-Louise Eta؛ زادهٔ ۷ ژوئیهٔ ۱۹۹۱) بازیکن فوتبال اهل آلمان است.
از باشگاه‌هایی که در آن بازی کرده‌است می‌توان به باشگاه ورزشی وردر برمن زنان و باشگاه فوتبال ۱.اف‌اف‌سی توربین پوتسدام اشاره کرد.
وی همچنین در تیم‌های ملی فوتبال Germany women's national youth football team, Germany women's national youth football team, Germany women's national under-17 football team, Germany women's national youth football team, Germany women's national under-20 football team، و Germany women's national youth football team بازی کرده‌است.